# O Astrónomo (Vermeer)
O Astrónomo (em neerlandês:  De Astronoom) é uma pintura a óleo sobre tela do mestre holandês Johannes Vermeer, datada de 1668 e conservada no Museu do Louvre em Paris.
A obra está assinada e datada: "IV Meer MDCLXVIII", sendo uma das três obras datadas por Vermeer; a assinatura e a data estão registadas num dos lados visíveis do armário, ao nível da mão do cientista. Houve dúvidas no passado sobre a autenticidade da assinatura, pensando alguns críticos que tinha sido inserida a posteriori. Mas os dados técnicos publicados em 1997 parecem ter dissipado qualquer possível dúvida sobre a autenticidade da data e da assinatura do artista.

## Descrição
Numa sala iluminada por uma janela à esquerda, um homem está sentado a uma mesa de frente para a luz que está coberta com uma toalha estampada que tem em cima vários objetos. Entre eles uma esfera armilar que o homem toca.
O nosso astrónomo, numa modalidade característica do retrato de sábio, não está ao telescópio, que não está sequer representado; em vez disso, ele parece estar à procura no globo as constelações e os corpos celestes que estão descritos no livro que tem à sua frente. Em cima da mesa pode ver-se também um astrolábio plano, importante instrumento da astronomia e da navegação, porquanto permite obter, com base na posição dos astros, as próprias coordenadas geográficas.
Existem várias analogias com a sua obra seguinte, O Geógrafo, desde logo a figura e a similitude do formato. Em ambas as pinturas, Vermeer retrata um intelectual com cabelos longos e apanhados, com um vestuário bastante peculiar, à primeira vista semelhante a uma toga: talvez a veste se destinasse a dar aos personagens um aspecto invulgar. São retratados em instalações próprias e a desenvolver a sua actividade. Supõe-se também que possa tratar-se da mesma pessoa.

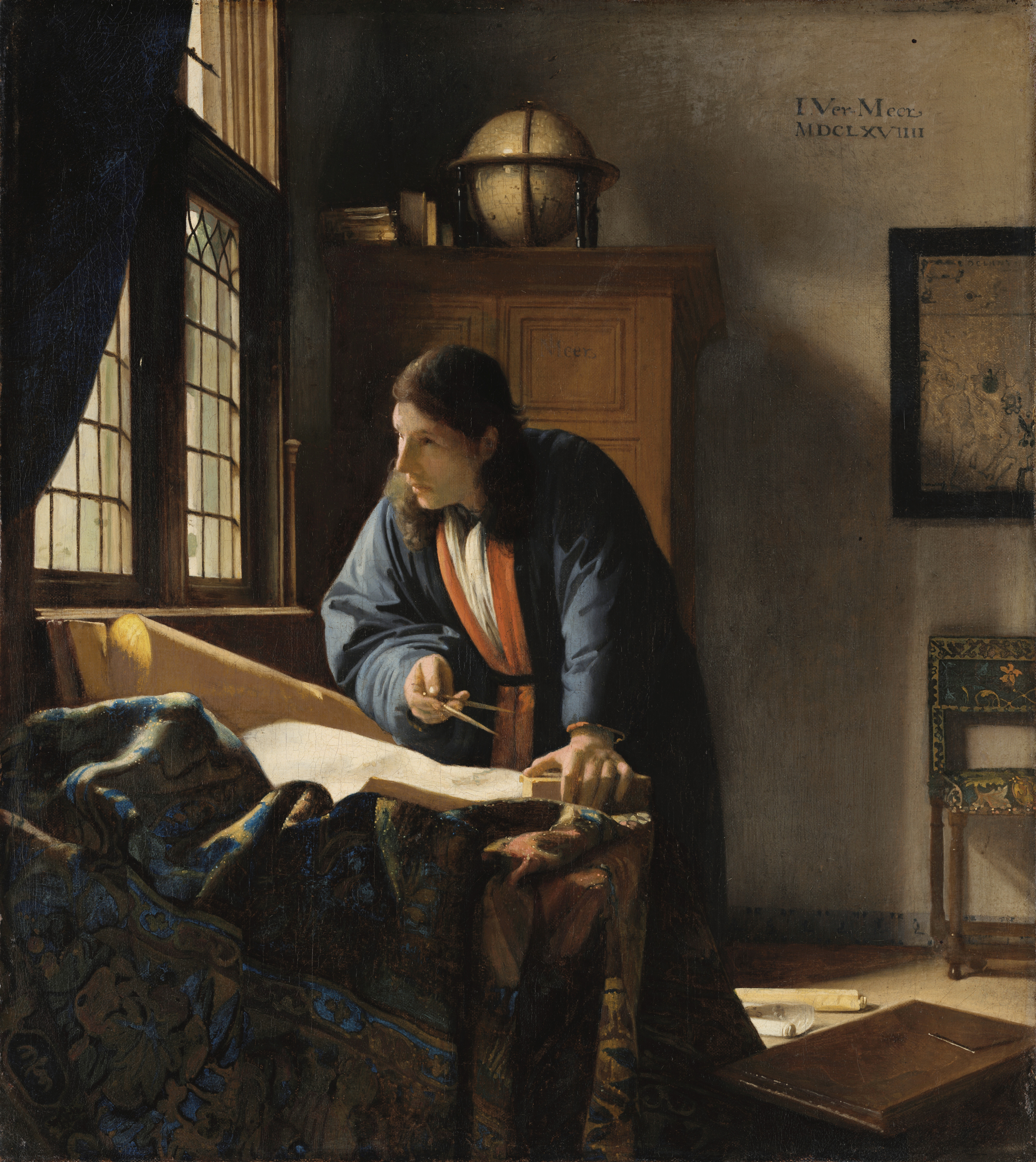
O Geógrafo (1668-9) de Johannes Vermeer, no Museu Städel, em Frankfurt

### Livros, instrumentos e objectos
Como na maioria das pinturas de Vermeer, a janela está presente: neste caso está decorada com motivos polícromos. O globo celeste pintado por Vermeer é o criado por Jodocus Hondius em 1618, reproduzido de modo extraordinariamente fielː encontramo-lo de novo no armário de O Geógrafo. Como sempre, Vermeer não coloca os objetos de forma aleatória ou inventada: a realidade não pode ser inventada, mas filtrada e interpretada. As constelações que o astrónomo está a estudar no globo são a Ursa Maior à esquerda, o Dragão e Hércules ao centro e a Lira à direita. O livro que está em cima da mesa é a segunda edição de Institutiones astronomicae Geographicae (Geografia dos Corpos Celestes) de Adriaen Metius.
Sobre o armário vê-se pelo menos uma dúzia de livros de vários tamanhos, e aplicado no lado visível está um diagrama curioso com um grande círculo e dois círculos menores nos cantos superiores, mas o seu significado é obscuro. Alguns sugeriram que as três formas circulares podem indicar um tipo de projecção estereoscópica, enquanto outros estudiosos pensam que pode ser um planisfério, um gráfico em forma de estrela com dois discos rotativos reguláveis com um eixo comum, usado para exibir as estrelas visíveis a qualquer data e hora.
O pano que cobre a mesa – parece ser o mesmo de A rendeira – tem motivos florais que o caracterizam como produto local e não exótico. É, no entanto, a veste do personagem a dar todo um toque de exotismo. Trata-se, segundo muitos, de um kimono japonês, trazido por comerciantes holandeses

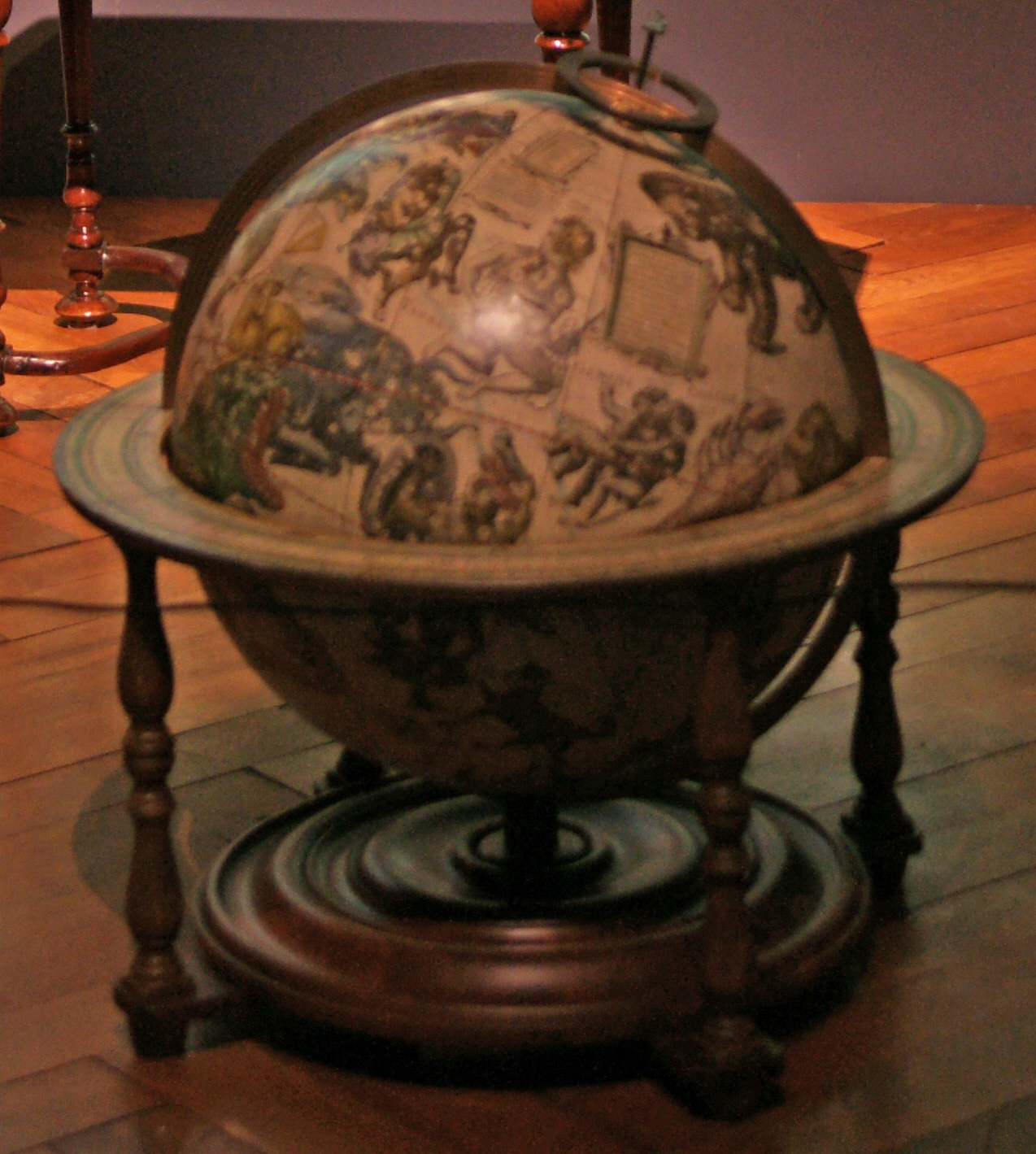
Esfera armilar de Joost de Hondt

O compasso na linguagem iconográfica convencional indica precisão e rigor. Já a falta de um telescópio pode surpreender. De facto, ao tempo em que Vermeer criava estas obras houve grandes evoluções neste campo. Luís XIV tinha mandado construir um observatório astronómico em Paris (1667-1672); dez anos antes Christiaan Huygens tinha descoberto, con ajuda de um telescópio, os anéis de Saturno. O jovem Isaac Newton, naquele mesmo ano, tinha melhorado o telescópio refletor que James Gregory tinha idealizado em 1663.
Tudo isso parece não afetar o nosso astrónomo, que, na verdade, nem olha para o céu através da janela. Ele parece mais dedicar-se à ciência antiga da astrologia. Talvez ele está a elaborar um horóscopo: a astronomia e a astrologia ainda se confundiam na época.
A pintura na parede parece a confirmação desta ideia. Representa Moisés salvo das águas, antecipação do nascimento de Jesus. O tema do nascimento, tão importante na formulação do horóscopo, vai um par de anos mais tarde, ser reproduzido por Vermeer em Senhora escrevendo carta com criada, mas com significado diferente. Aqui, Moisés também está relacionado com a astronomia pois foi "educado na sabedoria dos antigos egípcios" designadamente em astronomia.
Assim, o quadro é, como muitas vezes em Vermeer, nada mais que a representação realista do estado da arte: o velho e o novo coexistem, justapostos, mas não em oposição. A matemática e a sabedoria antiga, estão no começo da sua divergência, mas o olho do artista ainda pode aproveitar a conexão íntima anterior como não mais vai acontecer no futuro. De qualquer forma, no microcosmos de Vermeer podemos ver o olhar interessado num mundo maior, terrestre e celeste, muito para além de Delft.

### O Personagem
Vermeer sempre privilegiou, como se sabe, a figura feminina; a masculina normalmente desempenha um papel de apoio: o pretendente, o pedagogo, o músico. Isto é assim, em geral, no conjunto da pintura do quotidiano holandesa: quando trata a figura masculina, o pintor representa frequentemente o protótipo de uma profissão ou de uma arte: assim, Gerrit Dou, um dos pintores mais bem pagos, representou um astrónomo como a imagem do conhecimento; e até Cornelis de Man, de Delft, pintou vários estudiosos no seu ambiente.

Astrónomo com candeia (1665), de Gerrit Dou, no Museu J. Paul Getty, em Los Angeles

No caso de Vermeer, é provável que para além destas duas pinturas que conhecemos, possa ter havido outras - perdidas - com estas características. Em especial, sabe-se que no leilão de 1696 em Amsterdão (em que foram vendidos 21 trabalhos de Vermeer), se descreve um quadro "em que um homem através de um vidro está lavando as mãos numa sala com esculturas, perfeito e único, do referido (Vermeer)" e outro como "um retrato de Vermeer numa sala com vários acessórios, extraordinariamente bonitos, pintado por ele".

### Estilo
Para suscitar no observador o sentido de ordem e de recolhimento no istante da imagem, Vermeer cuidadosamente mantém o conjunto dos elementos pictóricos das suas pinturas numa excepcional unidade de estilo, fazendo uso do rigor da perspectiva e do recurso a algumas características típicas: a origem da luz, sempre da esquerda, o sentido de silêncio devido à situação no canto de um sala, com uma barreira (uma mesa, uma cadeira) que separa o quadro do observador.
O respeito pela regra dos terços acentua essa impressão: o primeiro terço superior é ocupada pelo fundo, enquanto a figura humana ocupa os dois terços inferiores. Deste modo, na parte central está delimitado o campo de ação, onde está o gesto do homem, verdadeiro centro conceptual da pintura.
Esta é também a área de plena luz, que ilumina o globo, o rosto, as mãos, o drapeado do pano sobre a mesa. E sob o aparente realismo da composição é fácil de entender, como sempre nas suas obras, uma sensação de proximidade individual que nos devolve, séculos mais tarde, a realidade submetida e ordenada, iluminada por uma luz interior, de uma casa burguesa.

### Os dois quadros
O Astrónomo aparece pela primeira vez em registo conhecido em 1713, num leilão em Roterdão em que foram vendidas pinturas que pertenceram a Adrian Paets, um conselheiro da cidade e conhecedor de arte. Depois, até o fim do século, foi sempre vendido juntamente com  O Geógrafo (pintado este no ano seguinte, 1669).

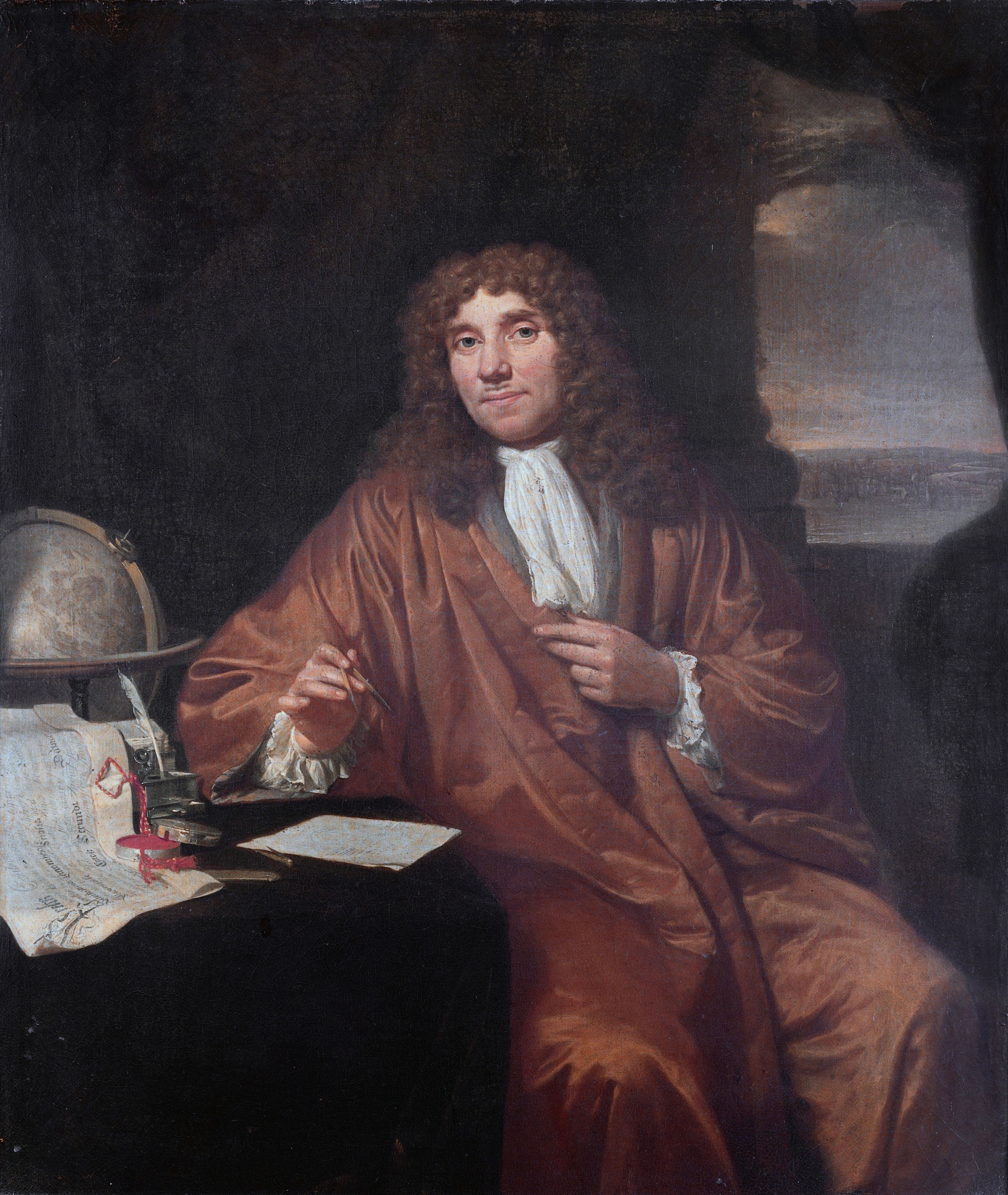
Retrato de Antoni van Leeuwenhoek (1670-1693) de Jan Verkolje, no Rijksmuseum, Amsterdão

Os nomes pelas quais as duas pinturas são agora designadas são recentes, porque no passado tiveram outros. Até 1713 foram vendidas como «Uma obra que representa um matemático, de Vander Meer», a primeira, e «O mesmo da primeira», a segunda. Alguns anos mais tarde eram designadas por «Astrólogo» e «O Mesmo». E ainda mais tarde esta última passou a ser «Filósofo», enquanto a primeira era o «Arquitecto» ou «Topógrafo».
Por todas estas características peculiares e pelas dimensões semelhantes considera-se que as duas obras foram realizadas uma a seguir à outra, provavelmente encomendadas pela mesma pessoaː o nome de Antoni van Leeuwenhoek surge não por acaso inúmeras vezes. O óptico e naturalista apaixonado pela ciência, contemporâneo de Vermeer, poderia muito bem ser um ícone da ciência: numa pintura alguns anos posterior do retratista Jan Verkolje, Antoni aparece representado com características em muitos aspectos similares às do Geógrafo de Vermeer (até o mesmo tipo de veste). Não existem, porém, provas documentais a esse respeito. Além disso, o comportamento deste sábio depois da morte do pintor como administrador da sua herança não parece marcado pela amizade nem pela benevolência, como anteriormente se acreditava.

## Contexto histórico
O Século de Ouro dos Países Baixos, o fabuloso Gouden Eeuw, estava no auge em 1668: a conquista da independência face à Espanha, em 1648, com a paz de Vestefália, não é mais do que a certificação internacional dos Países Baixos como potência económica, marítima e comercial. É verdade que tudo estaria para acabar: em breve o exército de Luís XIV invadirá a República das Sete Províncias Unidas dos Países Baixos e mesmo tendo eles conseguido repelir a invasão, e manter a independência, o evento vai marcar o início de um longo e constante declínio.
Por enquanto, porém, nada prenuncia a crise: o comércio com terras distantes garantem conforto e riqueza. Há tempo e meios para se dedicarem à arte e à ciência. Astronomia e geografia são evidentemente as ciências do momento, essenciais para a navegação (de que dependem os ganhos da Companhia Holandesa das Índias Orientais e a das Índias Ocidentais) e a determinação da latitude em terra e no mar. Não surpreende, portanto, a escolha do tema e do fato da obra ter sido concebida para ficar junto do seu pendente, o Geógrafo, na casa opulenta de um especialista sobre a matéria.

## Cronologia dos proprietários
Foram as seguintes, de acordo com o artigo da Wikipedia em italiano, as sucessivas mudanças de proprietário até ao presenteː
- Adriaen Paets I, Roterdão (1669-1686);
- Adriaen Paets II (filho do anterior), Roterdão (1686-1712);
- Hendrick Sorgh, Amsterdão (1713-1720);
- Govert Looten, Amsterdão (1720-1729);
- Jacob Crammer Simonsz, Amsterdão (1729-1778);
- Jean Etienne Fizeaux, Amsterdão (1778-1780);
- A Viúva do anterior, Amsterdam (1780-1784);
- Pieter Fouquet, Amsterdão, e Alexandre Joseph Paillet (mercante d'arte), Paris (1784-1785);
- Jan Danser Nijman, Amsterdão (1794-1796);
- Jan Gildemeester, Amsterdão (1797-1799);
- John Gibbons, Birmingham (1820-1828);
- Léon Gauchez, Paris;
- Alphonse de Rothschild, Paris (final de 1905);
- Edouard de Rothschild (filho do anterior), Paris (1905-1949);
- Entre Novembro de 1940 e 1945 foi confiscado pelos Nazis para ser destinado ao museu de Linz;
- Guy de Rothschild (1949-1982);
- Museu do Louvre, Paris (inv. RF 1983-28), adquirido em 1983.

### Uma pequena suástica
O Astrónomo era uma das pinturas que os nazis mais ambicionavam ter quando lançaram a grande pilhagem perpetrada pelas suas tropas em toda a Europa ocupada durante a II Guerra Mundial. Na intenção do seu líder, notoriamente um pintor falhado, deveria constituir o fulcro, com a Alegoria da Pintura , de um museu a construir em Linz, perto da sua cidade natal, enquanto representativas das conquistas científicas alemãs. A pintura foi extorquida, juntamente com outras 5000 pinturas, ao banqueiro judeu Edouard de Rothschild, a cuja família pertencia há meio século. A 3 de fevereiro de 1941, foi fechada numa caixa rotulada H13 e enviada de combóio de Paris para a Alemanha.
Em maio de 1945 a pintura foi encontrada numa mina de salgema em Altaussee, na Austria. O mérito do achamento – juntamente com outras 8000 obras, como a Virgem de Bruges de Michelangelo e o Retábulo de Ghent de Jan Van Eyck – coube aos chamados Homens dos Monumentos (Monuments Men), 345 oficiais dos exércitos aliados, na maioria norte-americanos, peritos em arte que pertenciam à divisão militar Monuments, Fine Arts, and Archives (MFAA), que tinham a missão específica de proteger o património artístico e que conseguiram recuperar as obras apesar da ordem peremptória dada pela liderança nazi de destruição da mina e do seu conteúdo. Dois engenheiros de minas conseguiram bloquear com dinamite a boca da mina impedindo a passagem dos soldados alemães para concretizar a ordem de destruição.
Depois da guerra a pintura foi devolvida aos seus legítimos proprietários que a venderam ao Museu do Louvre em 1983. Como memória desta aventura resta uma pequena suástica pintada na parte de trás do quadro após ter sido extorquida aos seus proprietários.